# Adrian Kaploun
Adrian Vladimirovitch Kaploun (Адриан Владимирович Каплун), né 1887 à Perm et mort en 1974 à Leningrad, est un artiste russe et soviétique, graphiste, peintre et graveur.

## Biographie
Adrian Kaploun est né le 27 août 1887 (8 septembre dans le calendrier grégorien) à Perm. Il étudie au collège technique de cette ville de 1902 à 1905, puis sur les cours de dessins d'A. Chanine, ainsi qu'à l'Académie d'art et d'industrie Stroganov de Moscou, de 1905 à 1906 et à l'Académie d'art et d'industrie Stieglitz, qu'il termine en 1912. Il a parmi ses professeurs Vassili Mate, pour la gravure, et Vassili Savinski (ru), pour la peinture. Après ses études, une bourse lui permet de faire un voyage à l'étranger, notamment à Paris et en Italie. Il revient à Perm où il enseigne aux cours supérieurs féminins.
Il expose à partir de 1910. Il est membre de différentes unions de peintres : la Société des amateurs de peinture, de sculpture et d'architecture de Perm, la Communauté des peintres, Mir iskousstva et les Quatre Arts. Il enseigne, et a pour élèves V. Kopelev, Valentin Koudrov (ru), Viktor Orechnikov (ru), Valentin Tselmer (ru) et d'autres.
À partir de 1922, il vit à Leningrad. Il participe à des expositions internationales d'art soviétique à Berlin et New-York. Dans les années 1920, il collabore en tant qu'artiste illustrateur aux périodiques Krasnaïa panorama («Красная панорама») et Krasnaïa niva (ru). Il prépare des maquettes et des illustrations de livres pour des éditeurs, et est rédacteur artistique des éditions d'art Izoguiz (ru). Au tout début de 1941, dans l'atelier d'impression de l'Institut de peinture, de sculpture et d'architecture Ilia Répine , il travaille à une série de lithographies, intitulée Le Caucase des temps de Lermontov. Il est également l'auteur, avant le début de la guerre, d'un autre album de lithographies, qui n'est pas imprimé, et dont seuls des planches isolées sont connus. Il passe la guerre dans Leningrad assiégée, travaillant et dessinant des affiches.
Dans les années 1950-60, il fait de nombreux voyages, y compris à l'étranger.
Il meurt le 27 avril 1974 à Leningrad.

## Œuvre
Adrian Kaploun a dessiné et peint à l'huile. Il est l'auteur de nombreuses estampes originales.
Il a publié plusieurs recueils de lithographies d'auteur : Crimée (1922), Géorgie (1925), Boukhara (1956). Une autre série de lithographies est consacrée aux environs de Leningrad : Petrodvorets, Pouchkine. Pavlosk (1944).
Les musées suivants conservent certaines de ses œuvres dans leurs collections :
- Galerie Tretiakov
- Musée des beaux-arts Pouchkine
- Musée russe
- Galerie nationale d'Art de Perm
- Musée d'État d'art tchouvache (ru)
- Musée régional des arts figuratifs Broubel d'Omsk (ru)